# Margaret Mann
Pour les articles homonymes, voir Mann.
Margaret Mann est une actrice britannico-américaine, née le 4 avril 1868 à Aberdeen en Écosse et morte le 4 février 1941 à Los Angeles en Californie.

## Filmographie partielle
- 1918 : Pour l'humanité (The Heart of Humanity) d'Allen Holubar
- 1922 : The Call of Home de Louis Gasnier
- 1929 : Disraeli : la reine Victoria
- 1931 : Frankenstein de James Whale
- 1938 : Vous ne l'emporterez pas avec vous (You Can't Take It With You) de Frank Capra
- 1939 : Monsieur Smith au Sénat (Mr. Smith Goes to Washington) de Frank Capra
- 1939 : Autant en emporte le vent (Gone with the Wind) de Victor Fleming